# 박병훈 (배우)
박병훈(1955년 7월 10일 ~ )은 대한민국의 배우이다.

## 주요 이력
1974년 연극배우 첫 데뷔 후 1976년 MBC 공채 8기 탤런트로 선발되었다.

## 학력
- 한양대학교 연극영화학과 중퇴
- 중앙대학교 연극영화학과 학사

## 출연 작품

### 영화
- 《꽃을 든 남자》 (1997년) - 지배인 역

### 드라마
- 《연개소문》 (SBS, 2006년) - 위지경덕 역
- 《제5공화국》 (MBC, 2005년) - 국군보안사령부 참모장 우국일 장군 역
- 《술의 나라》 (SBS, 2003년) - 이종언 역
- 《무인시대》 (KBS1, 2003년) - 한순의 수하장군 역
- 《상도》 (MBC, 2002년) - 우군칙 역
- 《그 햇살이 나에게》 (MBC, 2002년)
- 《네 자매 이야기》 (MBC, 2001년)
- 《홍국영》 (MBC, 2001년)
- 《부부클리닉 사랑과 전쟁》 (KBS2, 1999년) - 각종 단역
- 《여자 대 여자》 (MBC, 1998년)
- 《적과의 동거 - 당신이 죽어버리면 좋겠어》 (MBC, 1998년)
- 《홍길동》 (SBS, 1998년) - 홍길동 외숙부 역
- 《오장군》 (SBS, 1996년)
- 《유혹》 (KBS2, 1996년)
- 《제4공화국》 (MBC, 1995년) - 국군보안사령부 비서실장, 대통령 비서실 보좌관, 제 1정무수석비서관 허화평 역
- 《파일럿》 (MBC, 1993년) - 대한항공 B727 김포 - 삿포르 부기장 역
- 《여자의 남자》 (MBC, 1993년)
- 《제3공화국》 (MBC, 1993년) - 장도영 육군참모총장 부관 / 유청 역
- 《창밖에는 태양이 빛났다》 (MBC, 1992년) - 장도현 역
- 《도시인》 (MBC, 1991년)
- 《인현왕후》 (MBC, 1988년)
- 《전원일기》 (MBC, 1987년) - 영남의 국민학교 1학년 담임 선생님 역
- 《꾸러기》 (MBC, 1986년)
- 《설중매》 (MBC, 1984년) - 덕종 이장 역
- 《새아씨》 (MBC, 1981년)
- 《포옹》 (MBC, 1981년)